# Ángela Carnicer Pascual
Ángela Carnicer Pascual (Sabiñán, 21 de julio de 1893-Valencia 1980) fue maestra y profesora de la Escuela de Magisterio de Valencia. Colaboró en la creación de la Escuela Cossío en Valencia, cuyo ideario pedagógico procedía de la Institución Libre de Enseñanza.

## Trayectoria
Obtuvo la titulación de maestra en la Escuela de Magisterio de Teruel y posteriormente viajó a Madrid donde se graduó en Magisterio en la Escuela Superior en su tercera promoción (1913-1914).
Conoció a Manuel Bartolomé Cossío, en ese momento director del Museo Pedagógico Nacional, lo que representó el inicio de su conexión con el ideario pedagógico de la Institución Libre de Enseñanza, fundadora del museo.
Trasladó su residencia a Valencia, donde inició su etapa laboral como profesora numeraria de gramática en la Escuela Normal Femenina de Valencia y posteriormente como directora, cargo que ocupó durante la II República española. En esta etapa entra en contacto con María Moliner, con la que coincidió en diversas iniciativas educativas.
Defendió ideas feministas en distintos artículos y conferencias, como la impartida en el Ateneo Científico de Valencia en 1918, titulada Feminismo.
Una vez finalizada la guerra civil española, fue sancionada por la Comisión Depuradora, entre otros motivos por sus declaraciones de desafección con el Movimiento Nacional y fue trasladada a la Escuela Normal Femenina de Lérida, hasta 1943. Al regreso a Valencia, toma posesión como Profesora Normal de Paidología y Organización Escolar hasta que se jubiló el 21 de julio de 1963.

## Reconocimientos
Se le concedió la Encomienda de Alfonso X el Sabio el 1 de abril de 1965.
El Ayuntamiento de Valencia denomina Angelina Carnicer al colegio ubicado en calle Pobla de Farnals 30 de la ciudad de Valencia.